# Sexe hétérogamétique

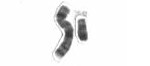
Chez les humains, sauf conditions intersexuées provoquant une aneuploïdie et d'autres états inhabituels, c'est le mâle qui est hétérogamétique, avec des chromosomes sexuels XY.

Dans une espèce sexuée, le sexe hétérogamétique est le sexe caractérisé par des chromosomes sexuels différents.
Par exemple, chez les humains, les hommes, avec un chromosome sexuel X et un chromosome sexuel Y, constituent le sexe hétérogamétique, tandis que les femmes, avec deux chromosomes sexuels X, constituent le sexe homogamétique. On retrouve cette situation chez la plupart des mammifères et certains insectes comme la drosophile. Chez l'ornithorynque aussi le mâle est hétérogamétique, mais avec 5 chromosomes X différents le système est plus complexe. Il existe encore des espèces où le sexe hétérogamétique possède un seul chromosome sexuel. Il donne deux types de gamètes, une avec le chromosome X, qui aboutira au sexe homogamétique (XX), et l'autre sans ce chromosome sexuel (ce qu'on note par un zéro), qui aboutira au sexe hétérogamétique (X0) (système XX/X0 de détermination sexuelle).
Cependant, chez les oiseaux, c’est la femelle qui constitue le sexe hétérogamétique (ZW) tandis que les mâles, avec deux chromosomes sexuels Z, sont homogamétiques. Cette situation se retrouve aussi, par exemple, chez les lépidoptères et certains poissons ou amphibiens.